# Never Too Much (álbum)
Never Too Much é o álbum de estreia em carreira solo do cantor americano Luther Vandross, lançado em 1981. Este álbum está na lista dos 200 álbuns definitivos no Rock and Roll Hall of Fame.

## Faixas
1. "Never Too Much" – 3:50
2. "Sugar and Spice (I Found Me a Girl)" – 4:57
3. "Don't You Know That?" – 4:01
4. "I've Been Working" – 6:35
5. "She's a Super Lady" – 5:04
6. "You Stopped Loving Me" – 5:16
7. "A House Is Not a Home" – 7:07